# Theo Vogelsang
Theodor Vogelsang, kurz Theo Vogelsang, (* 23. Februar 1990 in Omsk, Sowjetunion, heute Russland) ist ein ehemaliger deutscher Fußballspieler, der im offensiven Mittelfeld agiert.

## Karriere
Theo Vogelsang begann mit dem Fußballspielen in der Jugend des Klubs SV Veldhausen 07, einem Verein in der Stadt Neuenhaus im Amt Bentheim. 2002 wechselte er in die Jugendabteilung des niederländischen Erstligisten FC Twente Enschede; die Jugendabteilung vom FC Twente war ein Zusammenschluss mit der Jugend von Heracles Almelo. Bis 2009 durchlief Vogelsang sämtliche Jugendmannschaften und stieg im Sommer 2009 in die zweite Mannschaft auf.
Nach einem Jahr wechselte Vogelsang auf Leihbasis zum Zweitligisten Go Ahead Eagles Deventer. Sein Debüt gab er am 16. August 2010 bei einer 1:2-Niederlage am ersten Spieltag gegen Sparta Rotterdam in der Startelf; er wurde zu Beginn der zweiten Halbzeit für Joey Suk ausgewechselt. Er kam in der Saison zu 17 Einsätzen, in denen er zwei Treffer erzielte.
Zur neuen Saison ging er zurück nach Enschede. Am 26. Juli 2011 gab er sein Debüt für die erste Mannschaft beim Drittrundenhinspiel der UEFA-Champions-League-Qualifikation gegen den rumänischen Erstligisten FC Vaslui (2:0), als er in der 76. Minute für Steven Berghuis eingewechselt wurde. Danach wurde er noch einmal im KNVB-Pokal in den Kader der ersten Mannschaft berufen, kam jedoch nicht zum Einsatz.
Ende Januar 2013 wechselte Vogelsang ablösefrei zum deutschen Drittligisten Kickers Offenbach, bei dem er zuvor ein Probetraining absolviert hatte. Er unterschrieb einen Vertrag bis Ende Juni 2015, wechselte aber Anfang 2014 zum PEC Zwolle. Dort kam Vogelsang nur in der Reservemannschaft zum Einsatz. Im Sommer 2014 schloss er sich dem norddeutschen Regionalligisten SV Meppen an, wo er allerdings auch kein Fuß fassen konnte und den Verein nach einem Jahr wieder verließ. Nach einer Fußballpause kehrte er zur Saison 2016/17 zu seinem Jugendverein SV Veldhausen zurück. Dort beendete er im Sommer 2020 seine Karriere.

## Erfolge
- Niederländischer Pokalsieger: 2013/14